# بدبختی (ترانه مارون فایو)
«بدبختی» تک‌آهنگی از گروه موسیقی آلترنتیو راک مارون فایو است که در سال ۲۰۱۰ میلادی منتشر شد. این تک‌آهنگ در آلبوم سراسر دست قرار داشت.
این تک‌آهنگ در چارت‌های در رتبه اول و در چارت‌های ، جزو ده ترانه اول قرار گرفت.